# Porcellana

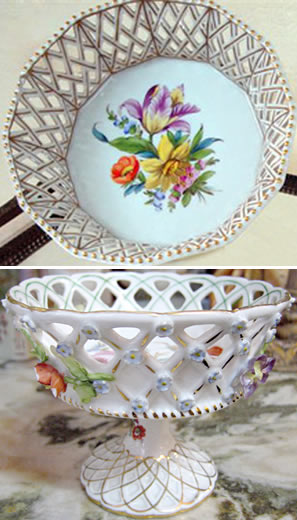
Porcellana brasilera

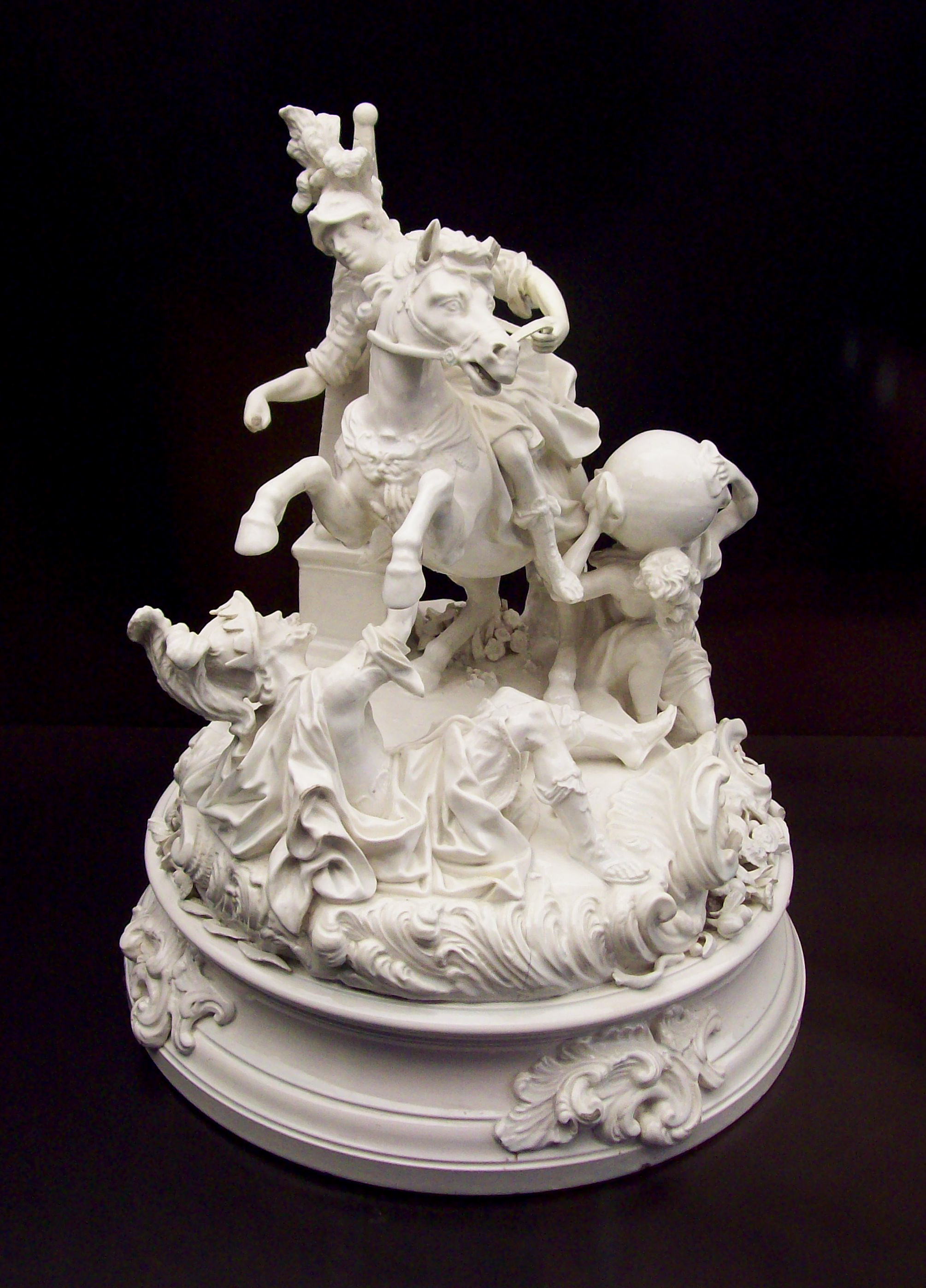
Porcellana de L'Alcora (València): Alexandre el Gran

La porcellana (de l'italià  porcellana, una espècie de mol·lusc amb closca) és un producte ceràmic caracteritzat pel color blanc, la seva transparència, impermeabilitat, vitrificació, resistència (no la ratlla l'acer), absència completa de porositat i sonoritat.
Bàsicament la matèria primera de la porcellana és l'argila, el quars, el caolí (silicats hidratats d'alumini) i el feldespat. La impressió en la porcellana s'anomena litofania.

## Orígens
A la Xina, a partir de la dinastia Tang cap a l'any 618, o potser ja en la dinastia Sui (581-617), ja se'n feien obres de gran qualitat amb introducció de nous vernissos.
Al segle XVI la porcellana va tenir un gran desenvolupament a Corea i Japó. La dinastia Ming (1368 - 1644) establí la fàbrica imperial de porcellana a prop de Nanking.
Des del mateix segle XVI es va importar en gran escala a Europa per les companyies d'Índies i a més es va imitar a Europa toscament. Al segle XVIII l'alemany Johann Bòttger va trobar la fórmula per fabricar l'autèntica porcellana. A partir d'aquell moment, se'n van desenvolupar fàbriques com les de Meissen, Capodimonte, Buen Retiro, l'Alcora, Vista Alegre, Llemotges o Sèvres.
Les tècniques en van millorar a Anglaterra, Portugal, Espanya i especialment Alemanya, fins a equiparar-se amb la producció d'orient.
A Anglaterra sobresurten les fàbriques de porcellana de Derby, PInxton, Chelsea o Wedgwood.
Als Països Catalans la primera fàbrica de porcellana va ser la de l'Alcora, el 1751.

## Fabricació i composició
En totes les porcellanes, la temperatura de cocció és entre 1.200 i 1.600 °C.
Composició mitjana de la massa:
- Argila - 10%
- Caolí - 40%
- Feldespat - 25%
- Quars - 25%

## Tipus de porcellana
- Porcellana tendra: feta afegint a la massa vidre triturat i coent-la dues vegades.
- Porcellana d'ossos calcinats i pedra de Cornualla, especialitat anglesa i nord-americana i que cou també dues vegades.
- Porcellana dura: producte d'afegir als components inicials silicat sòdic i aigua, que la converteixen en una emulsió anomenada barbotina, aquesta preparació cou una vegada o, si és vitrificada, dues.

Fins principis del segle xix, el blau (del cobalt) i el porpra (del manganès) eren els únics colors que resistien les altes temperatures del forn.